# 5886 Rutger
5886 Rutger è un asteroide della fascia principale. Scoperto nel 1975, presenta un'orbita caratterizzata da un semiasse maggiore pari a 3,0123102 UA e da un'eccentricità di 0,0987563, inclinata di 11,49237° rispetto all'eclittica.